# Kurodin normalni oblik
U računarstvu, formalna gramatika je Kurodinom normalnom obliku ako i samo ako ima sve produkcije oblika:
AB → CD ili
A → BC ili
A → B ili
A → α
pri čemu su A, B, C i D nezavršni znakovi i α je završni znak.
Svaka gramatika u Kurodinom normalnom obliku generira kontekstno ovisni jezik i obrnuto, svaki kontekstno ovisni jezik koji ne generira prazni niz se može izgenerirati gramatikom u Kurodinom normalnom oblku.

## Vidjeti također
- Chomskyjev normalni oblik
- Greibachov normalni oblik